# Miyakojima
Miyakojima (都島区, Miyakojima-ku) és un dels 24 districtes urbans de la ciutat d'Osaka, capital de la prefectura homònima, a la regió de Kansai, Japó. El centre neuràlgic del districte és la zona de Kyōbashi, al barri de Higashi-Noda machi.

## Geografia
El districte de Miyakojima es troba al nord-est dins de la ciutat d'Osaka, al centre de la prefectura homònima. El centre d'entretenimen i vida del districte es troba al sud, a la zona que envolta l'estació de Kyōbashi, mentres que els barris del nord del districte són majoritàriament residencials. El terme del districte de Miyakojima limita al nord amb Higashi-Yodogawa, al sud amb Chūō, a l'est amb Asahi i Jōtō i a l'oest amb Kita; al nord està delimitat pel riu Yodo, a l'oest per l'Ôkawa i al sud pel riu Neya. Al districte s'hi troba el parc Sakuranomiya, el qual és ric en cirerers i que al període de hanami es torna un dels llocs més populars per contemplar els sakura.

### Barris
Els chōchō o barris del districte són els següents:
- Amijima-chō (網島町)
- Uchindai-chō (内代町)
- Kata-machi (片町)
- Kema-chō (毛馬町)
- Zengenji-chō (善源寺町)
- Daitō-chō (大東町)
- Takakura-chō (高倉町)
- Tomobuchi-chō (友渕町)
- Nakano-chō (中野町)
- Higashi-Noda machi (東野田町)
- Miyakojima-Nakadōri (都島中通)
- Miyakojima-Hondōri (都島本通)
- Miyakojima-Minamidōri (都島南通)
- Miyakojima-Kitadōri (都島北通)
- Miyuki-chō (御幸町)

## Història
El districte va ser creat oficialment l'1 d'abril de 1943, fruit de l'escissió de la part oriental del districte de Kita i de la part occidental del d'Asahi. Amb anterioritat, quan la zona no estava integrada dins de la ciutat d'Osaka, va pertànyer a l'antic poble de Noda.

## Demografia
| 1920   | 1930   | 1940    | 1950    | 1960 | 1970   | 1980   |
| ------ | ------ | ------- | ------- | ---- | ------ | ------ |
| ND     | ND     | ND      | ND      | ND   | 97.118 | 83.584 |
| 1990   | 2000   | 2010    | 2020    | 2030 | 2040   | 2050   |
| 96.208 | 97.253 | 102.632 | 107.481 | -    | -      | -      |

## Transport

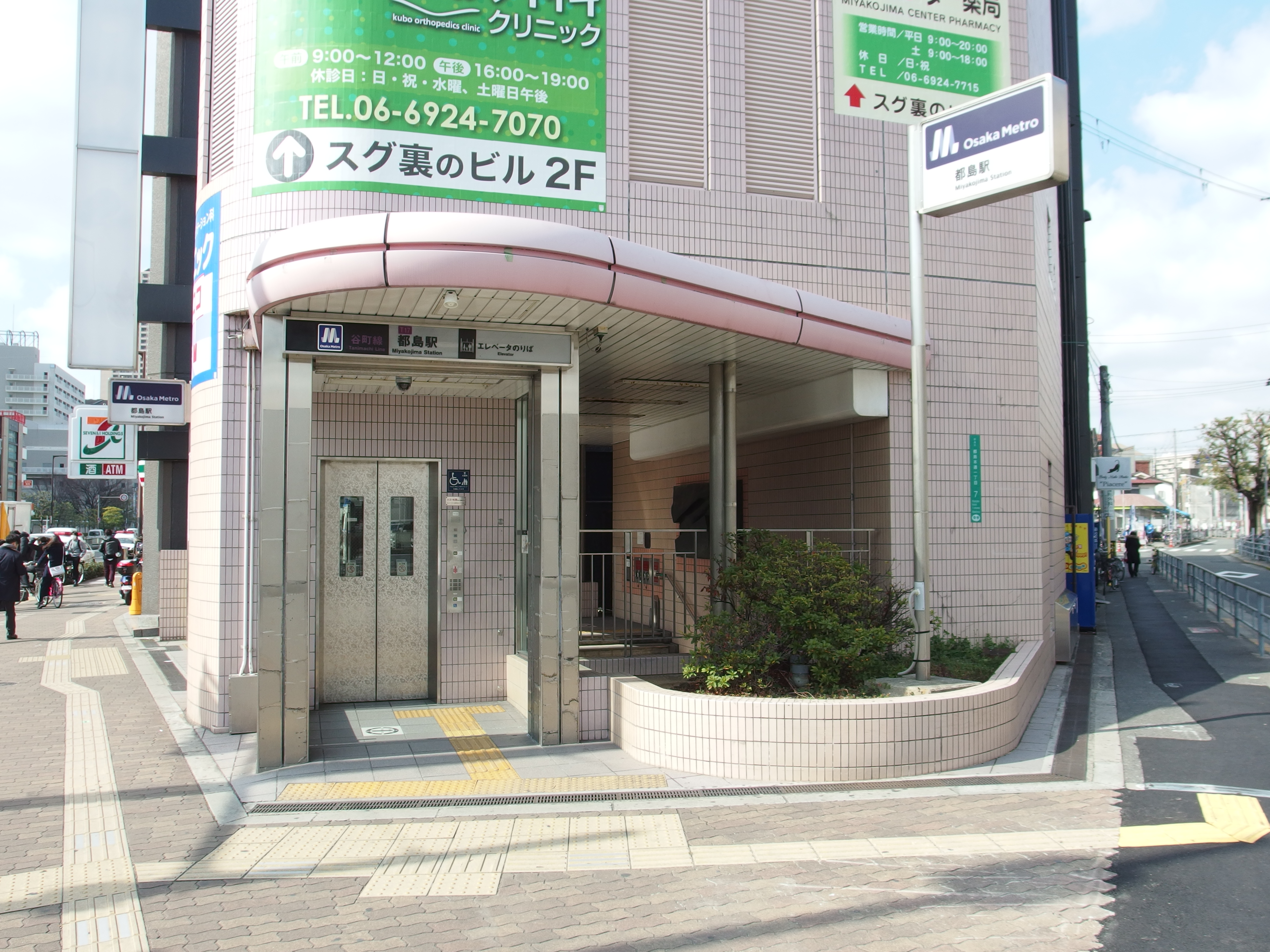
Estació de Miyakojima

### Ferrocarril
- Companyia de Ferrocarrils del Japó Occidental (JR West)
  - Sakuranomiya - Kyōbashi - Ōsakajō-kitazume - Shirokitakōendōri
- Metro d'Osaka
  - Miyakojima - Noe-Uchindai
- Ferrocarril Elèctric Keihan
  - Kyōbashi

### Carretera
- Autopista Hanshin
- Nacional 1 - Nacional 163